# Emil Strodthoff
Emil Strodthoff (* 12. Januar 1900 in Berge, Niedersachsen; † 22. Mai 1980) war ein deutscher Politiker zunächst der FDP und später rechtsgerichteter Organisationen.

## Leben
Strodthoff studierte nach dem Abitur Philologie und schloss mit der Promotion ab. Anschließend arbeitete er als Feuilletonleiter und Hauptschriftleiter. Nach dem Zweiten Weltkrieg war er zeitweilig Präsident des deutschen Autorenverbandes Hannover. Sei 1948 war er Kreisvorsitzender der FDP in Bochum und Mitglied des Bezirksvorstandes Ruhr. Außerdem war Strodthoff von 1952 bis 1957 Stadtverordneter in Bochum. 
Er war von 1953 bis 1955 Mitglied der Landschaftsversammlung Westfalen-Lippe und in der 3. bis 5. Legislaturperiode vom 13. Juli 1954 bis 23. Juli 1966 Mitglied des Landtages NRW (Landesliste). Von 1957 bis 1966 war er zweiter Vizepräsident des Landtages. Außerdem war er Mitglied des Rundfunkrates des WDR.
Im Jahr 1966 trat Strodthoff aus der FDP aus und war seit 1970 Mitglied der rechtsgerichteten Nationalliberalen Aktion und der Deutschen Union.

## Zitat
Am 17. Juni 1961 fand im Innenhof des Bochumer Rathauses eine Gedenkveranstaltung zum Volksaufstand „… in der Zone“ von 1953 statt. Strodthoff, in seiner Funktion als Vizepräsident des Landtages NRW, forderte in seiner Rede das Selbstbestimmungsrecht „[…] auch für uns Deutsche“.

„Kann man in Ernst, dem Volk eines Immanuel Kant, eines Beethoven und eines Goethe das an Unabhängigkeit und Freiheit verwehren, was man den Negerstämmen Afrikas gewähren will? Alle Deutschen sind aufgerufen, der Welt diese Not zu verdolmetschen. Die Welt müsse wissen, dass es trotz des möglichen Abschlusses sogenannter Friedensverträge keinen Frieden in den Herzen Europas geben könne, solange die blutende Grenze mitten durch Deutschland besteht.“